# Floreffe (bier)
Floreffe is een Belgisch abdijbier.
Het bier wordt gebrouwen in Brouwerij Lefebvre, te Quenast. Dit bier draagt het label Erkend Belgisch Abdijbier sinds 1999. In 1983 verleent de Abdij van Floreffe aan de brouwerij een licentie voor het brouwen van dit abdijbier. Het gamma, dat aanvankelijk 3 bieren omvat, wordt al spoedig uitgebreid tot 5.

## Varianten
- Dubbel, amberkleurig bier met een alcoholpercentage van 6,3%
- Tripel, donkerblond bier met een alcoholpercentage van 7,5%
- Prima Melior, bruin bier met een alcoholpercentage van 8%
- Blond, blond bier met een alcoholpercentage van 6,3%
- Blanche, witbier met een alcoholpercentage van 4,5% (een etiketbier van Blanche de Bruxelles)

## Prijzen
- Australian International Beer Awards 2012 - zilveren medaille voor Floreffe Prima Melior in de categorie Belgian & French Style Ale - Abbey Dubbel
- Australian International Beer Awards 2013 - gouden medaille voor Floreffe Prima Melior in de categorie Belgian & French Style Ale - Other